# Dolo (Venècia)
Dolo és un municipi italià, dins de la ciutat metropolitana de Venècia. L'any 2007 tenia 14.941 habitants. Limita amb els municipis de Campagna Lupia, Camponogara, Fiesso d'Artico, Fossò, Mira, Pianiga i Stra.

## Administració
| Període | Identitat       | Partit         |
| ------- | --------------- | -------------- |
| 2007-   | Antonio Gaspari | Centreesquerra |

## Monuments

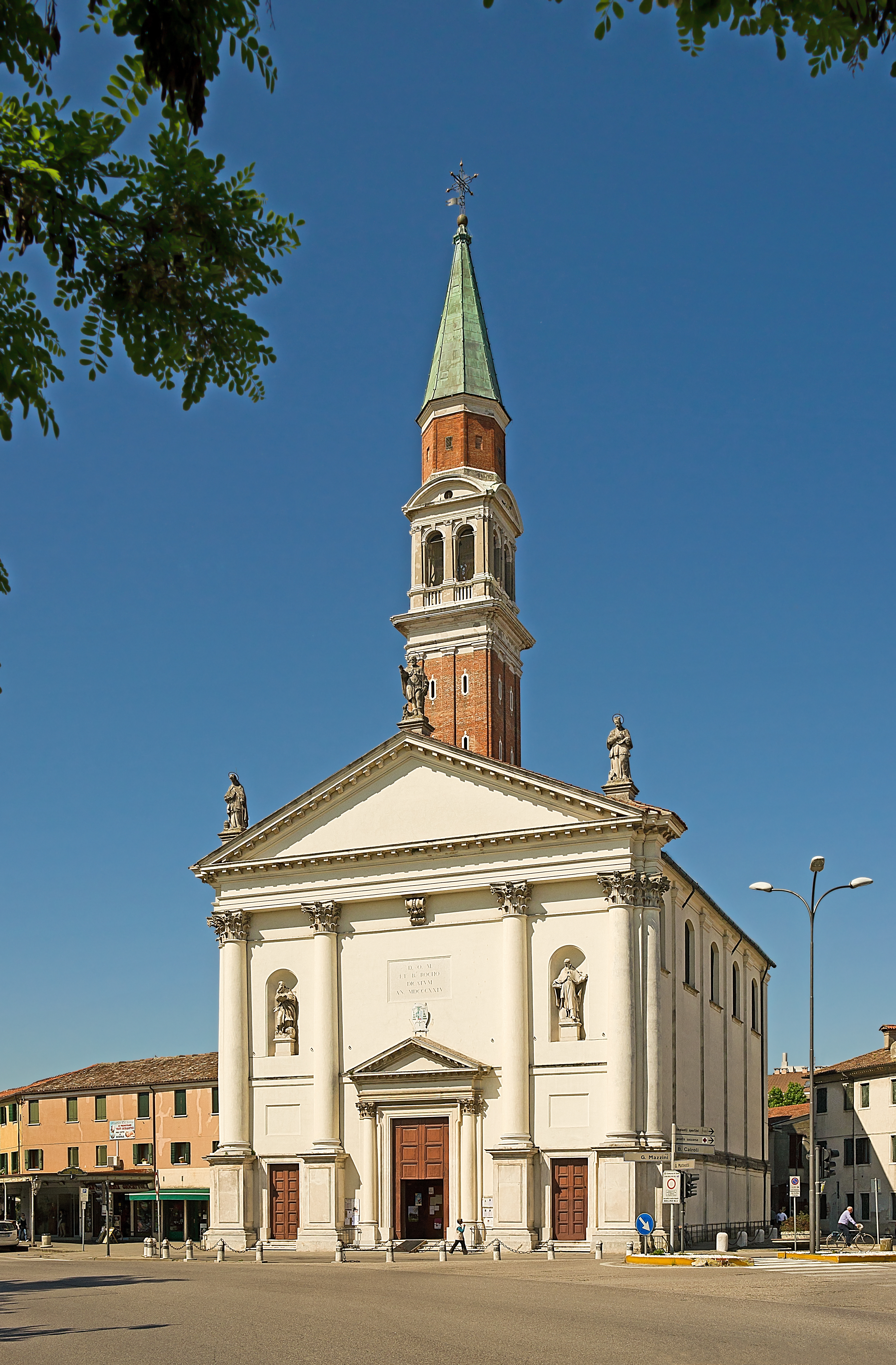
San Rocco - façana
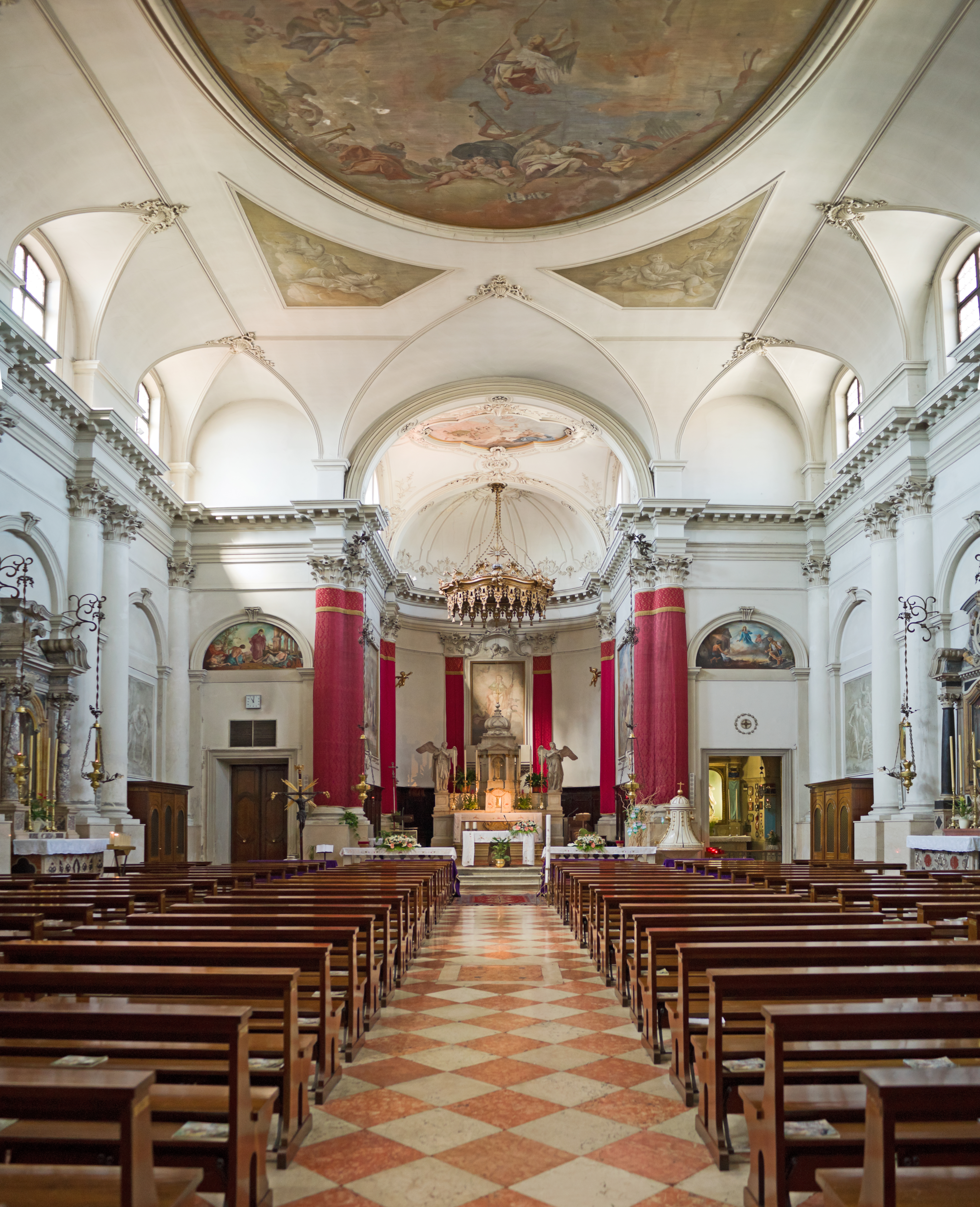
San Rocco - dins
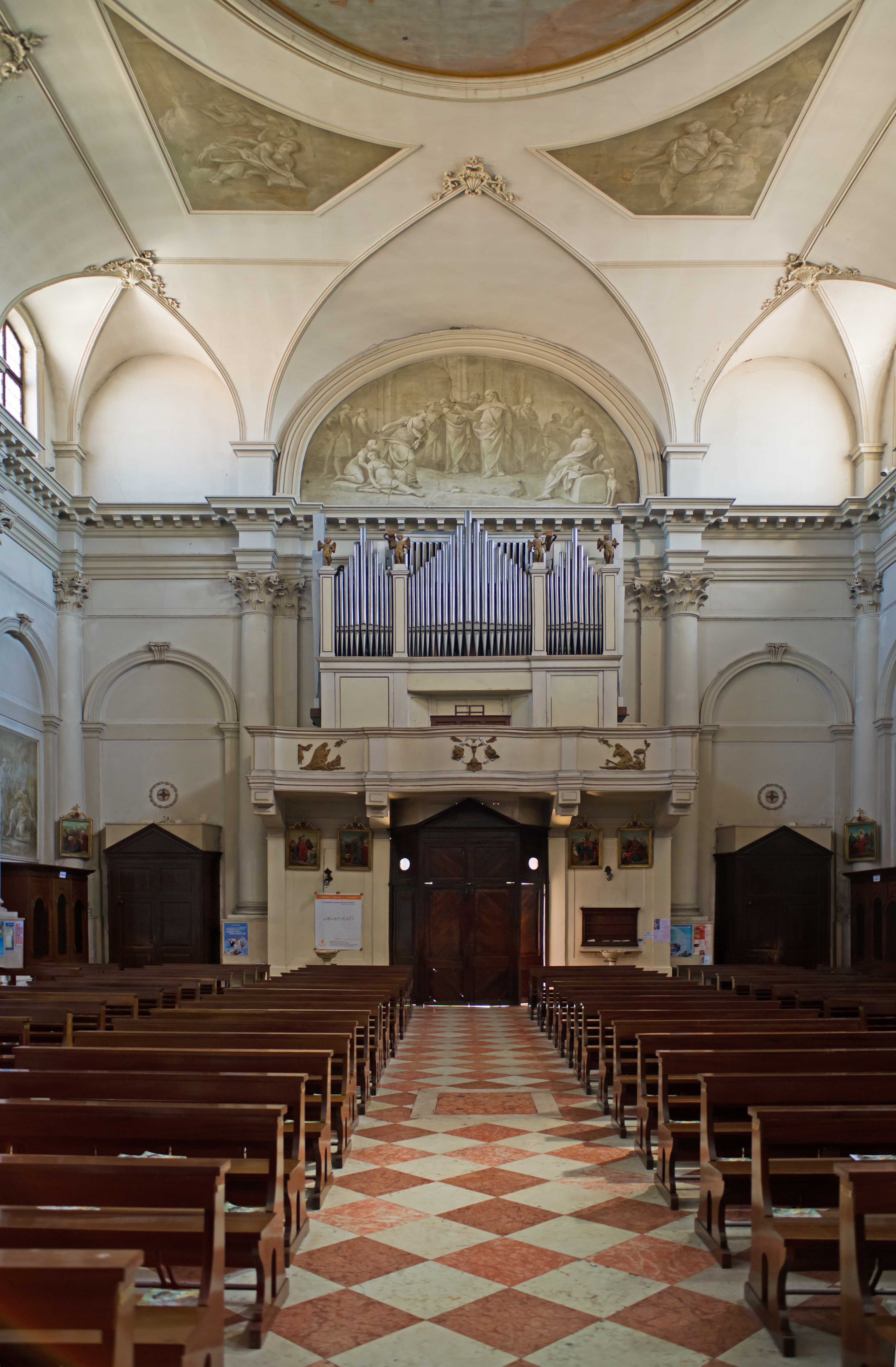
San Rocco – òrgan
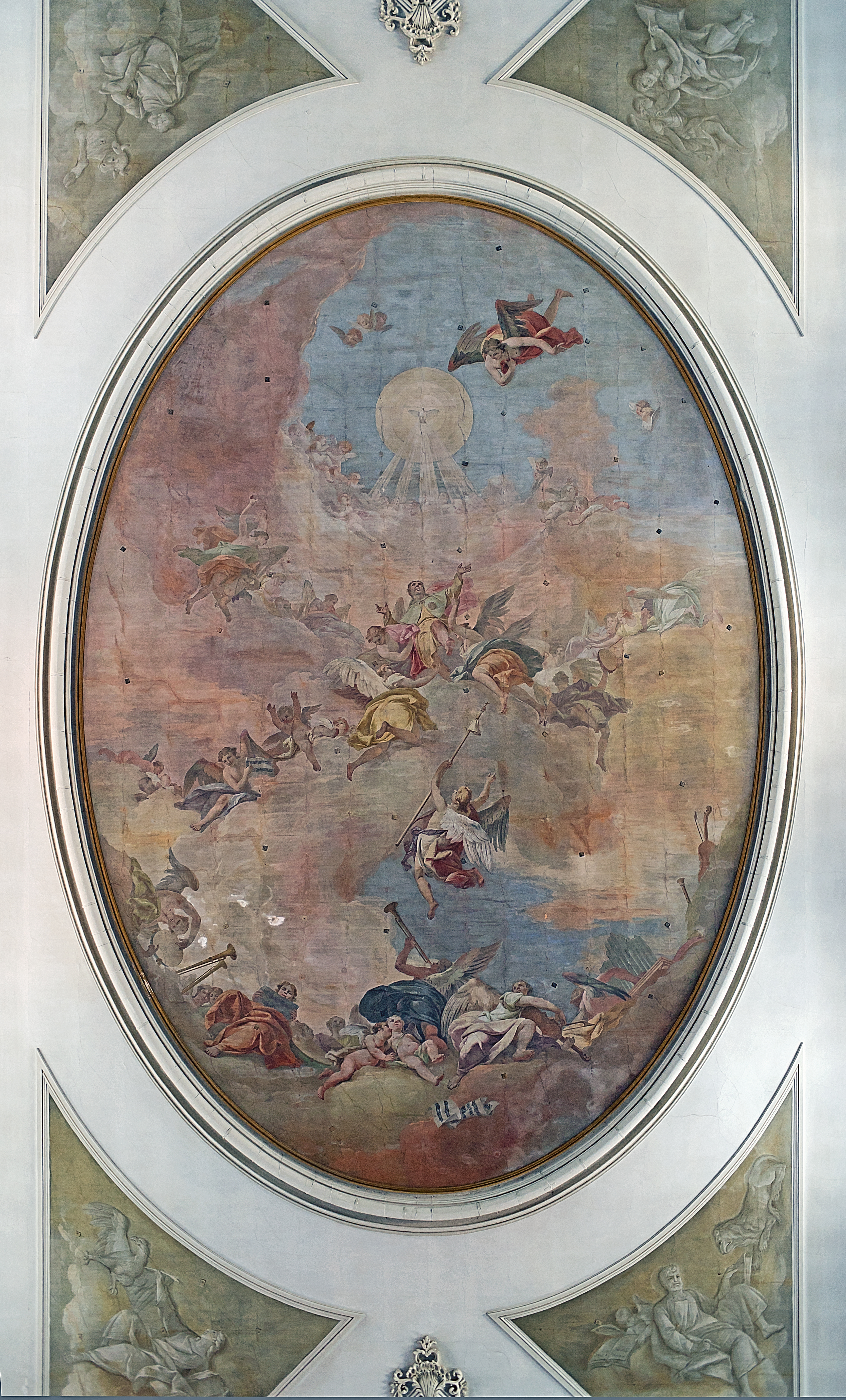
San Rocco – El sostre central.
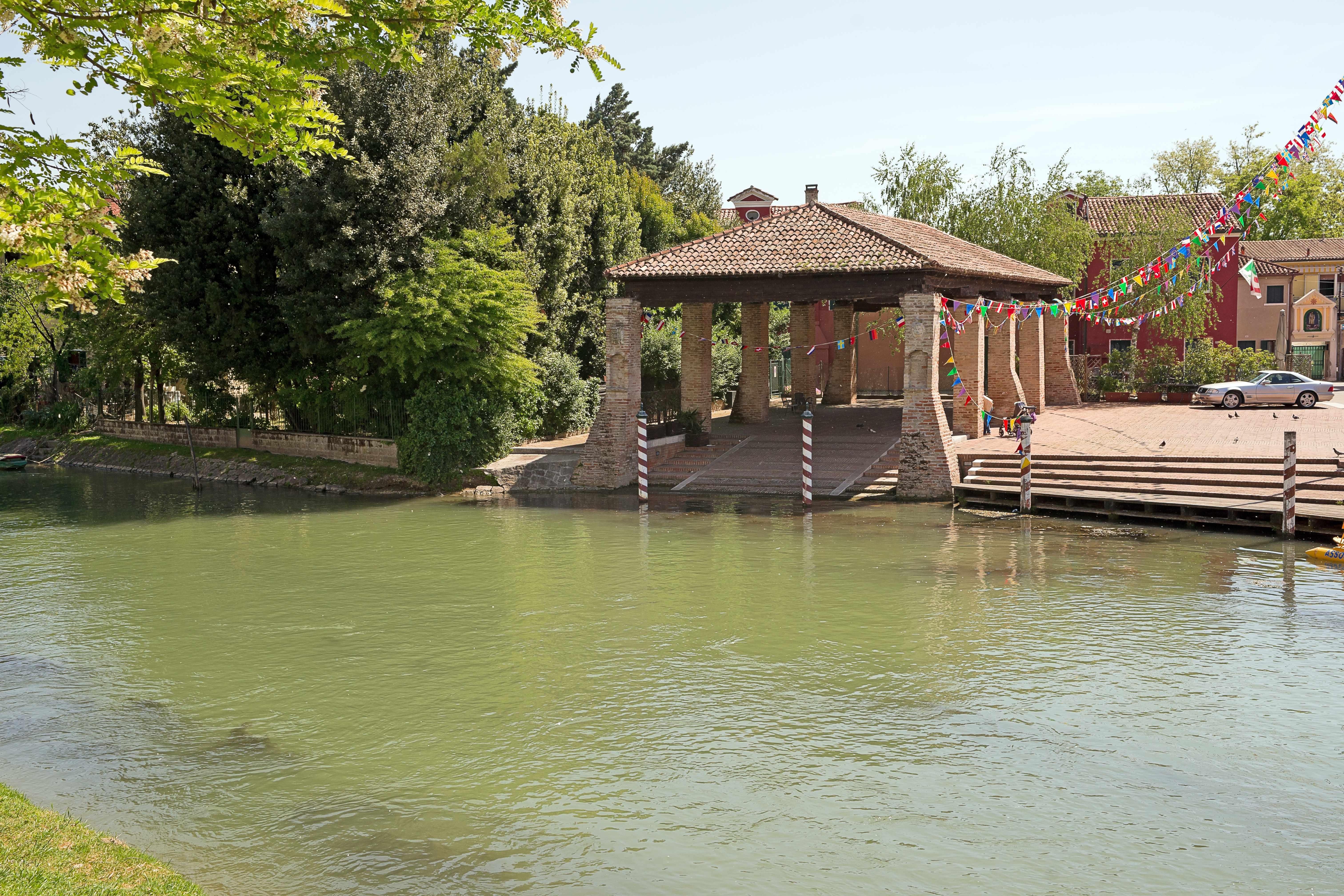
Fa de vaixells ("Squero") del segle xvi.
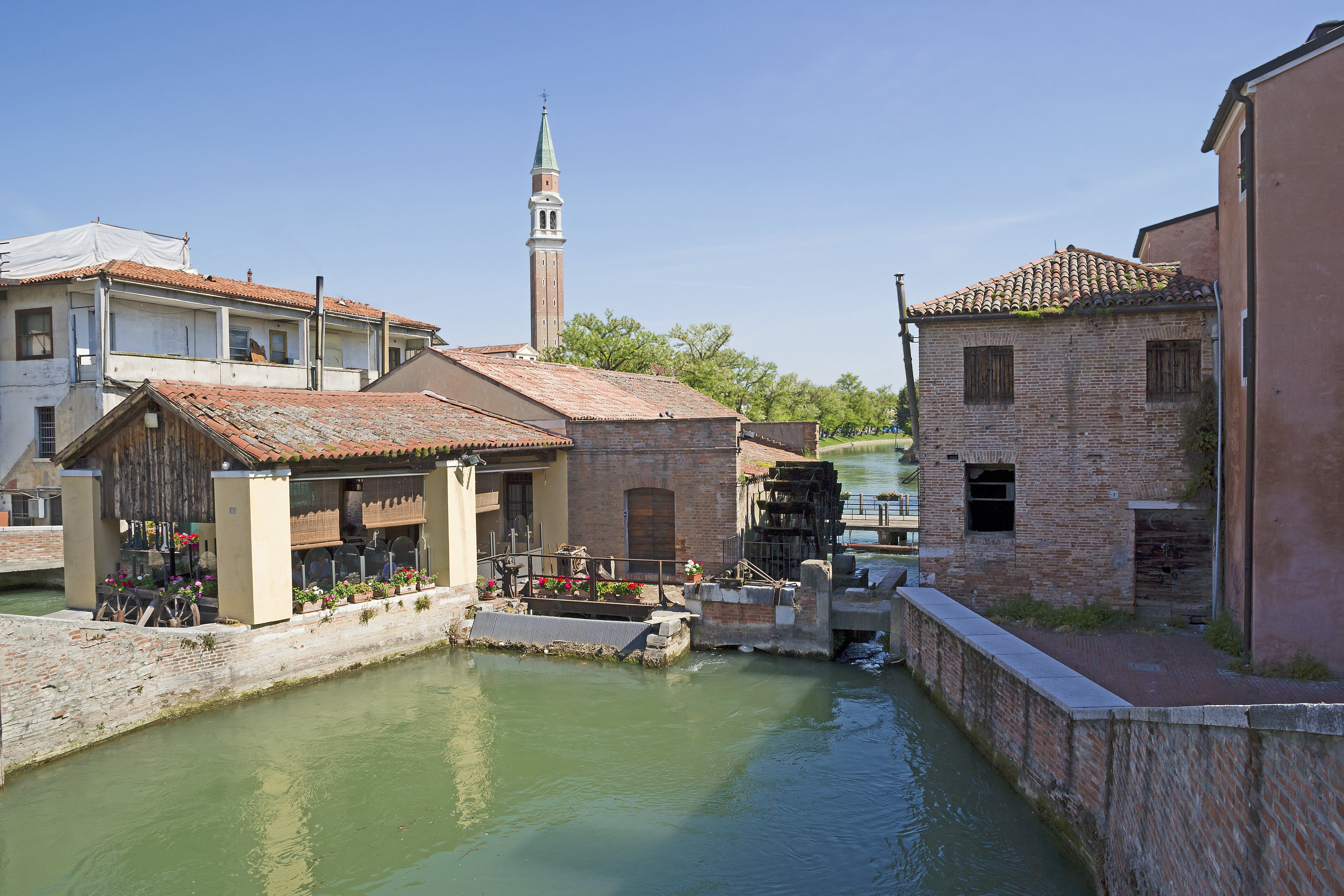
Rescloses i molins d'aigua.